# Lægen
Lægen er en novelle fra 1998, skrevet af Mads Brenøe. Teksten er meget postmodernistisk orienteret, og skildrer en læges søgen efter en mere indholdsfyldt hverdag.

## Historien
En læge finder sit liv ualmindeligt kedsommeligt – han følger de samme rutiner hver eneste dag, og ligeledes gør samfundet. Hans kone er efter hans egen heller ikke specielt tiltrækkende – rent fysisk. Men hans egen morale bliver overskredet og sat på en prøve. For at få det sjovere stiller han bevidst forkerte diagnoser til patienterne, og han skifter sin kone ud med en meget yngre en – og omsider har han fået det der i hans øjne er en mere indholdsfyldt og farverig hverdag.
| Bog | Spire Denne artikel om bøger og tidsskrifter er en spire som bør udbygges. Du er velkommen til at hjælpe Wikipedia ved at udvide den. |